# 啞
啞是指人失去生理上的語言功能而無法說話。不能說話者通稱「啞子」或「啞巴」。
如果聾人的聲帶沒有問題，不一定成為啞巴。根據聾人機構「龍耳」出版的通識教材套指出，只要在適當的言語治療及助聽器輔助，聾人亦可以用口語作溝通。
如因驚嚇或腦部受損無法言語，即失語症。